# Purpura van Henoch-Schönlein

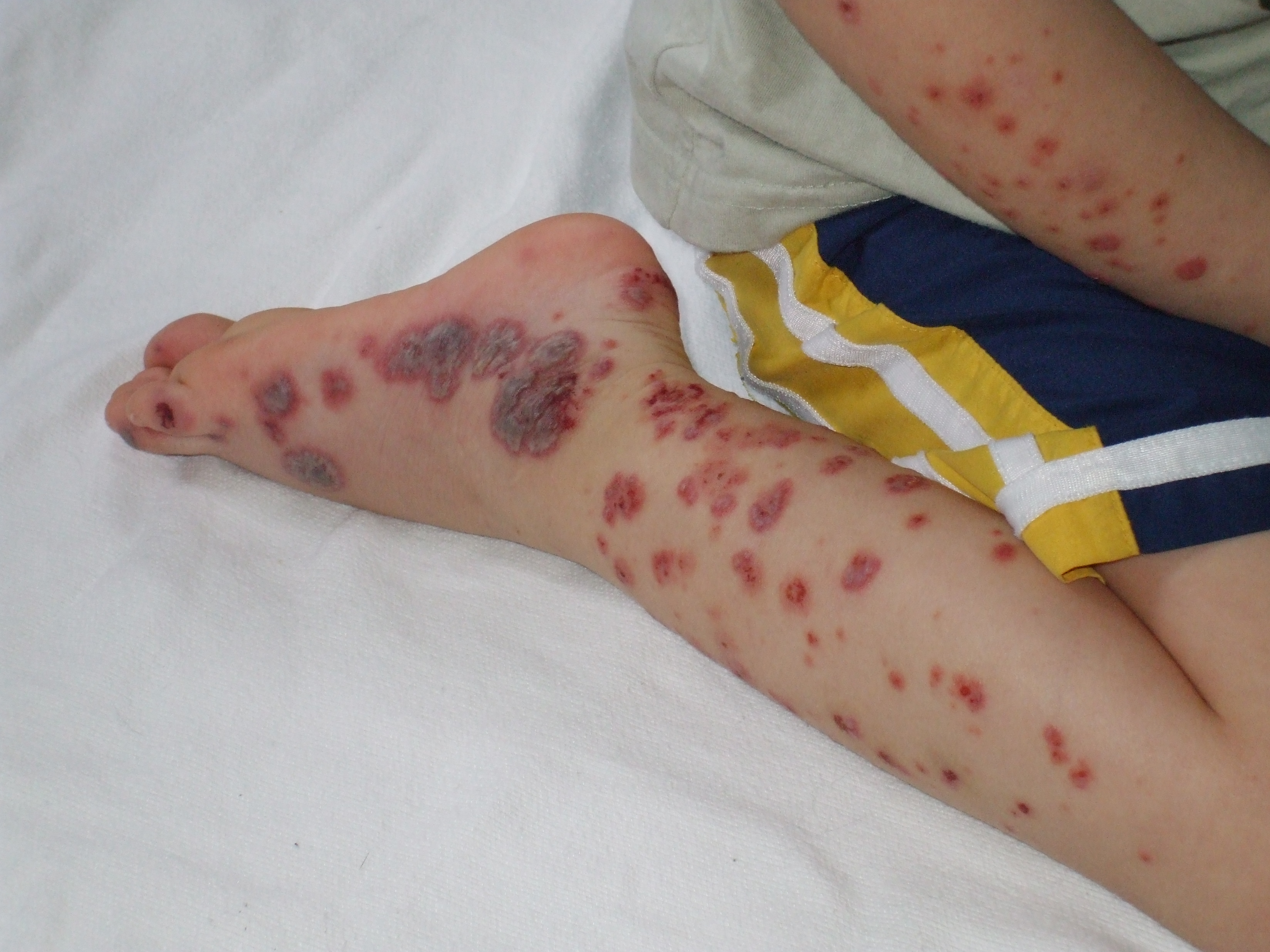
Heviger geval van HSP bij een kind op voet, onderbeen en arm.

De purpura van Henoch-Schönlein, henoch-schönleinpurpura (HSP) is een vasculitis (ontsteking van kleine bloedvaatjes) die vooral bij jonge kinderen voorkomt. Het pathogenetisch mechanisme is de neerslag van IgA-bevattende immuuncomplexen, vooral in de huid en de nieren. In de huid vooral van de (onder)benen treden voelbaar verdikte rode petechiën en purpura op. Verder komen buikklachten en gewrichtsklachten voor, vaak in aansluiting op een soms weinig opvallende infectie van de luchtwegen.

## Epidemiologie
HSP komt vaker bij kinderen voor dan bij volwassenen, en volgt meestal op een infectie van de bovenste luchtwegen. De helft van de kinderen met de ziekte is onder de 8 jaar. Als de ziekte bij volwassenen optreedt, is het beloop vaak ernstiger met meer niersymptomen, en vraagt vaak een agressievere behandeling met corticosteroiden en/of cytostatica. De incidentie van HSP is ongeveer 1:7000 per jaar in Nederland. De mediane leeftijd bij eerste diagnose is 6 jaar; in 90% van de gevallen komt het voor het tiende levensjaar voor. Jongens krijgen het vaker dan meisjes.

## Symptomen
De symptomen worden meestal voorafgegaan door een luchtweginfectie. De klassieke vier symptomen van HSP (die in iedere volgorde en op elk tijdstip kunnen voorkomen) zijn, in volgorde van afnemende frequentie:
- (100%) Uitslag --- in typische gevallen purpura bij een normale stollingstijd en meestal op de onderbenen en soms op de armen. Vrijwel nooit boven de middel. Omdat purpura kleine bloedinkjes in de huid zijn, zijn deze vlekjes niet weg te drukken, wat weleens tot zorgen over meningitis leidt waarbij ook purpura kunnen voorkomen. Deze patiënten zijn echter veel zieker.
- (82%) Gewrichtspijn/gewrichtsontsteking --- meestal vooral in de knieën en enkels. Dit is voorbijgaand van aard en heeft geen blijvende gevolgen.
- (63%) Buikpijn, vaak met melena (verteerd bloed)
- (40%) Nierafwijkingen.

Bij 33% van de patiënten kunnen gastro-intestinale bloedingen voorkomen, nefritis en hematurie bij 40%, en proteïnurie bij 25%. Andere organen zoals het centraal zenuwstelsel en de longen kunnen ook meedoen. In 1/3 van de gevallen zal er later nog een recidief van de ziekte optreden. Bij 1% ontstaat blijvende ernstige nierschade. Recidieven en nierschade treden vaker op bij volwassenen en oudere kinderen.
Klachten van het maag-darmkanaal komen bij de meeste patiënten voor. De symptomen zijn onder andere koliekpijnen, bloedverlies (soms melena of bloedbraken), invaginatie (meestal in het ileum), pancreatitis, cholecystitis, en een enteropathie met eiwitverlies. Bij endoscopie kunnen soms inwendige purpura worden waargenomen.
Nierafwijkingen komen ook vaak voor, bij 30-70% treedt hematurie (bloed in de urine) en/of proteïnurie (eiwit in de urine) op wat met teststrookjes kan worden aangetoond. Verder komen nefrotisch syndroom, hypertensie en acuut nierfalen wel voor. Nefritis bij HSP maakt 15% uit van de glomerulopathieen op de kinderleeftijd. De bevindingen bij nierbiopsie stemmen overeen met de ernst van de symptomen: bij asymptomatische hematurie kan een geringe focale mesangiale proliferatie optreden terwijl bij proteïnurie ernstiger afwijkingen zichtbaar zijn. De ernst van de nierafwijkingen bij biopsie heeft een zekere voorspellende waarde voor de kans op nierfalen op lange termijn.

## Diagnose
De aanwezigheid van de 'klassieke vier' is vrijwel pathognomonisch (bewijzend). Dit kan worden bevestigd door het aantonen van IgA in een huidbiopt met immunofluorescentietechnieken. Dit wordt alleen gedaan bij twijfel. Een biopt zal ontsteking van kleine bloedvaatjes tonen (leukocytoclastische vasculitis) vooral in postcapillaire venulen. Nierbiopsie is een invasieve ingreep met ernstige potentiële complicaties en wordt alleen gedaan als het echt nodig is.
De differentiaaldiagnose bij kinderen omvat antifosfolipidensyndroom en sepsis. Bij volwassenen moeten andere oorzaken van vasculitis overwogen worden zoals allergische vasculitis, SLE, Ziekte van Wegener, en de ziekte van Goodpasture. Zie vasculitis. Tegenwoordig wordt aangenomen dat IgA-nefropathie niet fundamenteel verschilt van HSP en daarvan een vorm is zonder de andere verschijnselen.

## Prognose
Recidief treedt op bij ongeveer 1/3 van alle patiënten, meestal binnen vier maanden na de eerste aanval. Ze zijn meestal minder ernstig dan de eerste keer. Bij patiënten met nefritis (i.t.t. nefrotisch syndroom) is de kans hierop het grootst.
Bij volwassenen is de prognose minder gunstig dan bij kinderen. De gemiddelde duur van de uitslag is 27.9 maanden. Voor velen is het eerder herhalend terugkomend over een lange periode dan vanzelf overgaand en zijn er meer complicaties..

## Behandeling
De meeste patiënten worden niet behandeld. Corticosteroïden verhogen misschien de genezingssnelheid van de buikpijn en de gewrichtsklachten maar voorkomen recidieven niet.
Bij hevige nierklachten wordt soms wel behandeld, maar dit gebeurt aan de hand van de resultaten van een nierbiopsie. Hoge dosis corticosteroïden, plasmaferese en intraveneuze immunoglobulinen zijn geprobeerd. Het is onzeker of dit het beloop duidelijk beïnvloedt.

## Pathofysiologische mechanismen
Bij HSP treedt een vasculitis op die wordt veroorzaakt door IgA1-immunoglobulinen. Deze worden gevonden in ontstoken plekken in de huid en andere organen met ontstekingen.
HSP kan optreden na infecties met streptokokken (Groep A, β-hemolytisch), hepatitis B, herpes simplexvirus, parvovirus B19, Coxsackievirus, adenovirus en Helicobacter pylori.
In de jaren 1990 is ontdekt dat een afwijking aan het IgA1 wellicht een oorzakelijke factor is bij de ziekte. De suikerketens die hier en daar aan het molecuul worden gekoppeld zijn bij patiënten niet normaal.

## Geschiedenis
De ziekte is genoemd naar Eduard Heinrich Henoch (1820-1910), een Duitse kinderarts, en zijn leraar Johann Lukas Schönlein (1793-1864), die het rond 1860 beschreven.
De ziekte was overigens zestig jaar eerder al door twee Engelse artsen, William Heberden (1710-1801) en de dermatoloog Robert Willan (1757-1812) beschreven in 1802 en 1808, maar hun bijdragen zijn in de vergetelheid geraakt. William Osler was de eerste die in de ziekte een vorm van allergie herkende.